# Salvador Miró Sanjuán
Salvador Miró Sanjuán (Ibi, 1943 - Ibi, 2006) fou un empresari i polític valencià.
S'incorpora de ben jove a l'empresa Rico, capdavantera en la fabricació de joguines, feina que va compaginar amb els estudis de magisteri. Miró també s'incorpora a la política amb el partit UCD amb qui aconseguí esdevindre el primer alcalde de l'etapa democràtica al seu poble durant una legislatura. A més a més fou conseller del preautonomic Consell del País Valencià sota les presidències de Josep Lluís Albinyana i Enric Monsonís, en un primer sense competències i després com a responsable de la cartera de Turisme.
A partir de 1991 inicia una intensa vida en l'organització empresarial com a president de l'Associació Espanyola de Fabricant de Joguines (AEFJ). Va ser membre del Consell Internacional de la Indústria del Joguet, de la qual ha sigut vicepresident; així com de la Fira Internacional del Joguet de València, que va presidir durant sis anys; conseller de la Federació Europea de les Indústries del Joguet de la qual ha sigut president durant cinc; així com vicepresident de l'Institut Tecnològic del Joguet (AIJU), des de la seua fundació.